# 仰木彬
仰木 彬（おおぎ あきら、1935年4月29日 - 2005年12月15日）は、福岡県出身のプロ野球選手、プロ野球監督、野球解説者。
昭和30年代の西鉄ライオンズ黄金時代に正二塁手として活躍し、引退後は西鉄、近鉄、オリックスのコーチ・監督を歴任した。特に1980年代から90年代にかけて、10.19と呼ばれた名勝負や、阪神・淡路大震災後に『がんばろうKOBE』を合言葉に快進撃を果たし、率いたチームを11年連続でAクラス入りさせたことで知られる。血液型はA型。

## 経歴

### プロ入り前
教員の両親を持つ。父親は太平洋戦争にて1944年2月に戦死し、母の手一つで育てられた。2人いた妹も病気で亡くしたため、「八幡製鉄に就職して母を安心させたい」と、工業高校への進学を希望していた。しかし中学野球部での活躍に目をつけた東筑高校OBの説得により、同校全日制商業科に進学し、投手、四番打者として活躍する。
1952年の秋季九州大会県予選準決勝では、小倉高の石田泰三に抑えられ敗退したが、翌1953年夏の甲子園県予選では準決勝で小倉高の石田に投げ勝ち、決勝ではエース・中島孝司（のち南海）を擁する戸畑高に2-1で勝利し、夏の甲子園への初出場を決める。
甲子園では2回戦（初戦）で片岡宏雄捕手のいた浪商に0-3で完封負けしている。

### 現役時代
南海ホークス、中日ドラゴンズ、西鉄ライオンズの3球団から誘われた。甲子園出場時に練習した大阪スタヂアムで南海の選手を見て憧れていたこともあって仰木本人は南海入団希望であり、南海と中日の契約金は100万円だったのに対し西鉄は60万円だったにもかかわらず、監督の三原脩が自ら自宅を訪れ「私に任せなさい」と肩をたたかれたことで「運命を感じた」と、1954年、西鉄に年俸36万円で入団した。
投手として入団したが、1年目の春季キャンプで、打撃投手としての仰木の投球を見た三原監督から、二塁手へのコンバートを命じられ、以降のキャンプでは首脳陣は仰木を二塁手として鍛えるため、仰木に激しいノックを浴びせた。
1年目から宮崎要に代わりレギュラーとして出場し、同年のリーグ優勝に貢献する。1955年には規定打席に到達し（40位、打率.235）、1955年5月22日の松江でのトンボユニオンズ戦で、1試合6安打のパ・リーグ記録を樹立した。打率は低かったが、チャンスメーカーやつなぎ役としての役割を果たし、1956年からの3年連続日本一に貢献した。特に1958年の日本シリーズでは四勝した全ての勝利試合にセカンドとして出場した。しかし巨人との3度の日本シリーズでは不振に喘ぎ、ほとんど活躍の場がなかった。
入団以来、遊びの合間に野球をやっていたというほどの遊び好きが高じ、3年目には三原から西鉄の合宿所に近い大円寺に毎朝10時に来るよう命じられる。ここで毎朝三原から野球のことや、「タダ酒は飲むな」などと一般常識の話などを説かれた。
1959年に三原が西鉄の監督を退任し、このまま遊び好きのままでいいのかと自問し、以後練習に打ち込むようになる。坪内道則打撃コーチからの指導で打撃の強化に努め、1960年には自己最高の打率.267（16位）を記録してベストナインに選出され、1961年にはオールスターに初出場した。
しかし1963年に豊田泰光がチームを去ると、代わりにトニー・ロイ、ジム・バーマ、ジョージ・ウィルソンが入団し、バーマが二塁手としてレギュラー出場したことから出場機会が減少。同年の巨人との日本シリーズは6打数無安打に終わった。1966年は遊撃手も兼ねて68試合に先発出場し、同年からコーチ兼任となる。
1967年限りで現役を引退。1968年から翌年まで西鉄のコーチを務めた。

### 近鉄コーチ・監督時代
1970年、三原が監督を務めていた近鉄バファローズの守備走塁コーチに就任。監督が岩本尭に交代した後も近鉄に残り、コーチを歴任した。主に攻撃時は三塁ベースコーチを担当し、1979年の日本シリーズ第7戦における「江夏の21球」が伝説になった広島との日本シリーズでも三塁ベースコーチを担当していた。1974年から1981年まで近鉄の監督だった西本幸雄は「仰木はベンチのサインを1度も間違えなかった」と語っている。山本和範は1年目の春季キャンプで忘れ物を届けた仰木の部屋でいきなり「ドラちゃんはピッチャー、クビや」と通告される。1984年からはヘッドコーチとなり、1985年には仰木の要請で西鉄の先輩である中西太が打撃コーチに就任している。またヘッドコーチ時代の晩年、背ネームをOOGIとしていた時期があった（監督時代はOHGI）。
1987年オフ、岡本伊三美の後任として近鉄監督に就任。遊撃手の村上隆行を外野に回し、遊撃は若手の吉田剛と真喜志康永を競わせ、打線を頻繁に入れ替え、投手陣では吉井理人をストッパーに抜擢した。シーズン途中リチャード・デービスが大麻事件で退団するも代わりに中日から獲得したラルフ・ブライアントが逆にプラスとなる。1年目は西武との激しい優勝争いの末、「10.19」でリーグ優勝を逃した。前年度最下位のチームを率いて当時黄金期の西武をあと一歩のところまで追い詰めた、様々な奇策による好采配は、恩師・三原の「三原魔術（マジック）」に倣って「仰木魔術（マジック）」と称された。
1989年は、オリックス、西武との三つ巴の優勝争いとなり、2位のオリックスにわずか1厘差（3位西武とは2厘差）で、チームを9年ぶりのリーグ優勝に導いた。読売ジャイアンツとの日本シリーズでは、3連勝の後の4連敗を喫し、チーム初の日本一を逃した。
1990年は野茂英雄をドラフトで引き当てその独特のフォームを矯正することなく育てた。
その後は毎年Aクラス入りはするが、1991年 - 1992年と2年連続西武との優勝争いに敗れ、1992年をもって退任した。赤堀元之など後のチームを支えることになる若手を数多く育成した。

### オリックス・ブルーウェーブ監督時代
1993年の1年間、朝日放送（ABC）・九州朝日放送（KBC）野球解説者、スポーツニッポン野球評論家を務めた。
1994年、オリックス・ブルーウェーブの監督に就任した。オリックスでは、二軍生活を続けていたイチローをすぐに一軍で抜擢し大活躍させ、前任の土井正三監督時代から遊撃手として期待されながらイップスに陥っていた田口壮を、外野手として起用し成功させるなど、土井時代に停滞していた才能を次々に開花させ、「猫の目打線」と呼ばれた日替わり打線を中心として特徴的な采配を振るい、就任1年目は2位に浮上させた。
1995年、阪神・淡路大震災が発生。神戸市に本拠地を置くオリックスは、一時は試合開催さえ危ぶまれた状態から、『がんばろうKOBE』を合言葉に、オリックスとして初のリーグ優勝に導いた。日本シリーズでは野村克也率いるヤクルトスワローズと対戦するが、1勝4敗で敗退した。
翌1996年もリーグ優勝を果たし、日本シリーズでは長嶋茂雄率いる読売ジャイアンツと対戦。4勝1敗で巨人を下し、監督として初の日本一に輝いた。この年の大晦日に行われた第47回NHK紅白歌合戦では審査員を務めた。
その後リーグ優勝を果たすことはなかったが、1999年まで6年連続でAクラスを維持（近鉄監督時代を含めると11年連続）し続けた。2000年は球団名がオリックスになってから初めてBクラスに転落し4位に終わり、オフにはイチローがメジャーリーグのシアトル・マリナーズに移籍した。
ユニフォームのデザインが変わった2001年も、一時は上昇するかに思えたが中盤に失速し、2年連続Bクラスとなる4位でシーズンを終え、この年限りで監督を退任した。なお、近鉄のコーチ時代はヘッドコーチ昇格まで、三塁ベースコーチを担当していたが、ブルーウェーブでの一次政権時、チームを活気付けるため、開幕からの短期間、最後の1年間は140試合を通して、三塁コーチャーズボックスに自ら立って、陣頭指揮を執っていた。
監督退任後は阪神タイガースの次期監督として有力視されていたが、結局は就任しなかった。

### オリックス・バファローズ監督時代
オリックス退団後は、2002年から2004年まで再度ABC野球解説者、スポーツニッポン野球評論家を務めた。
2004年に野球殿堂入りし、記念パーティーでのスピーチで「今日のパーティーでございますが、これは私の生前葬だと思っております」と語った。この時点で肺がんが発覚しており、闘病を続けていたが、仰木は生前がんに侵されて闘病している事実を公にすることはなかった。一部の球界関係者はその事実を知っていたが、仰木に懇願されて内密にしていたという。
2004年10月12日、かつて自身が率いたオリックス・ブルーウェーブと大阪近鉄バファローズの合併によって誕生した新生「オリックス・バファローズ」から監督就任要請を受け、70歳で現場復帰したが、当時の歴代最高齢での監督就任だった（翌年に野村克也が更新）。闘病を続けていた肺がんは完治していなかったが、「グラウンドで倒れたら本望」と、病をおして監督に就任しており、新井宏昌や松山秀明らが、仰木の体調不良を押しての決意に打たれてコーチングスタッフとして加入した。
グラウンドでは病状を隠し気丈に振舞っていたものの、過労による居眠りや、ベンチに腰掛けたまま動かない場面も目立ち、特に後半戦の西武ドームでの試合では、球場の階段を自力で上ることができず、外野の大道具搬入口からグラウンドに出入りするほど、体調を崩している様子が周囲から確認されていた。2005年シーズンは4位となった。
西武ドームでの最終戦後、レフトのオリックスファンに2、3度頭を下げ「ありがとう」と口にし、そのままセンターバックスクリーン（大道具搬入口）から外付けのハイヤーに乗り込んだ。
球団から監督続投要請を受けるも、高齢や健康状態を理由として、最終戦翌日の9月29日に記者会見を開き、監督退任を発表した。同時にオリックス球団シニア・アドバイザー（SA）への就任も発表している。

### オリックス・バファローズ監督勇退、そして逝去
監督退任後は体調が悪化して入院したが、死期が迫った2005年12月、医師に「20日にイチローと食事の約束をしている。それまでは生きさせてくれ」と訴えたという。オフに仰木の誘いで巨人から移籍加入した清原和博とも、「この間食事したところでまた食事しましょう」と清原が誘ったところ、「あの店は食べきれないから今度は店を変えよう」と約束していたという。
監督退任2ヶ月後の12月15日午後4時10分、肺がんによる呼吸不全のため、福岡県福岡市内の病院で死去した。70歳没。法名は「仰崇院釋耀彬」。
仰木の死去の報に接し、同い年でこの年オフに東北楽天ゴールデンイーグルス監督に就任した野村克也は「もう一度監督としてアイツと戦いたかった…」とコメントするなど、死を悼む声は球界だけでなく各方面からも数多く寄せられた。
葬儀は仰木の遺志により密葬にて営まれたが、お別れの会にあたる「天国に送る会」が、2006年1月21日午前11時からスカイマークスタジアムで行われた。神戸市でのお別れの会となった為、西鉄時代のチームメイトである稲尾和久らが発起人となり、故郷の福岡県中間市でも、神戸での会に日時を合わせた「天国に送る会」が行われた。

### 没後
故郷の中間市では、2016年から中間市内の4中学校と、福岡県内から招待した中学校12校による『仰木彬記念野球大会』を開催している。
また中間市は仰木への顕彰事業の一環として、2017年4月1日より中間市営野球場の名称を『中間仰木彬記念球場』と変更した。

## 人物・エピソード

### 性格
- 東筑高校時代は、筑豊本線の中間駅から折尾駅までを通学に利用していたが、筑豊本線を利用していたのは年間の半分くらいに過ぎず、あとの半分は友人にカバンを学校まで運ばせ、自分は学校まで線路沿いの4キロメートルほどの道を走って通学していたという[26]。
- 1958年オフにセントルイス・カージナルスが来日した際、全日本チームのメンバーとして出場した豊田泰光が、当時カージナルスの二塁手であるドン・ブレイザーからグラブを貰った。豊田が福岡に帰ってチームメイトにグラブを見せびらかし、仰木もしばらく手にとって眺めていたが、豊田が「もういいだろう。返せ」とグラブを奪うと、グラブには墨で「5番 仰木」と書かれていた。そして「トヨさん、こりゃ二塁手のグローブばい!」と仰木に言われた豊田は、泣く泣くそのグラブを仰木に譲ったという。
- 現役時代からかなりの遊び人で、選手時代は「グラウンドの外ではいくらでもムチャやってくれたらいい」と選手に言っていた三原監督からも「仰木と豊田だけは遊びに制限をかけんといかん」とこぼされるほどだった。西鉄の島原キャンプの休日に船で天草まで遊びに行ったものの、海が荒れてその日のうちに帰れず、翌日の昼過ぎにコッソリと帰ってきたら、三原監督からバントの練習だけをするように命令されたという。清原和博も、「朝飯のお茶代わりにビールを飲むような人」と自身の著書で述べている。
- 退場処分を受けることもそれなりに多く、7回を記録している[27]。
- 「信汗不乱」が座右の銘といわれる[28]。

### 監督として

#### 選手との関係
- 野茂英雄をはじめ、長谷川滋利やイチロー、田口壮など多くの日本人メジャーリーガーを輩出した。そして、全員が「師匠」「尊敬する人」と公言しており、彼らに多大な影響を与えている。中村紀洋もメジャーリーグに行っていたが「仰木監督が必要としてくれると言っていたから日本に戻ってきた」と発言しており、敬意を表している[29]。
- イチローはメジャー移籍後、キャンプ中の仰木に会うためだけにわざわざ宮古島まで出向いたほどで、その尊敬ぶりは崇拝に近いものであり、記者の質問に「僕の唯一人の師匠ですから」とまで答えている。仰木のオリックス監督就任直後、登録名を「イチロー」と改名するという仰木の提案に、「今はいいですが、この先、子供ができて父親がイチローではおかしいでしょう」と譲らなかったイチローに対し、仰木が佐藤和弘を呼び寄せ、「おまえは来年から登録名を佐藤から別のものにしよう。おまえの頭はパンチパーマだからパンチでいこう」と指示して佐藤は快諾し、「先輩の佐藤が変えるんだから、おまえも来年からイチローで登録だ」と強引に納得させたエピソードがある[30]。
- 近鉄時代は確執があると噂された吉井だが、近年は「あの時代は自分が若かったせいで、仰木さんの考えが分かっていなかっただけ。仰木さんに要らないと言われた時が、自分の引退の時」、「仰木さんは、声かけが上手。当時は“なんだ、あのオヤジ”と思っていたけど、あとで、意図が分かるんですよ。若い頃は、性格的にちょっと怒っているぐらいの方が、パフォーマンスが上がっていた。それを分かっていた。オリックスでも仰木さんと一緒にやった。最後に“あの時はなー”と全部タネ明かししてくれた」[31]と語っていた。
- 1995年のインタビューにて、野茂とイチローの共通点を問われた際、「頑固さ」をあげている。
- 2005年に仰木がオリックスの監督として復帰した時に、イチローが自らの背番号51番を「監督につけてほしい」と勧めたが、「そんな番号は恐れ多くて絶対つけられへん」と断った（イチローが生まれる前の話だが、仰木自身は1970年に近鉄の守備走塁コーチに就任した際に51番をつけたことがある）。
- 清原和博は、自分の最後のチームになったオリックスに誘ってくれた仰木のことを深く感謝しており、自分の引退試合セレモニーで「天国にいる仰木さん、自分に最後の活躍の場を与えてくれてありがとう!」と感謝を述べた。
- イチローが大リーグで3,000本安打を達成した際のインタビューで「思い出したのが、きっかけを作ってくれた仰木監督」「神戸で2000年の秋、お酒の力を使って大リーグ移籍を口説いた。仰木さんの決断がなければ、何も始まらなかった」と感謝の言葉を述べている[32]。

#### 采配・指導
- 本人の遊び人性格もあって、監督時代も選手がグラウンドの外で何をしようが、試合で結果を出せば何も言わなかったが、練習そのものはかなり厳しかったことで知られる。ただし、1989年にコンディショニングコーチに就任した立花龍司は、まだ日本では普及していなかった量より質を重視した最新のトレーニング理論を導入しようとしていたが、他のコーチが反発する中で理解を示し、その年リーグ優勝を達成したことで、立花を高く評価した。
- 1989年、マジックナンバー1で迎えた10月14日の福岡ダイエーホークス戦（藤井寺球場）で、仰木は、リリーフの吉井ではなく、その試合でリリーフした阿波野秀幸が最後まで投げ胴上げ投手になった。投手コーチの権藤博は「仰木さんは阿波野好きだったんですよ。私は吉井が1年間抑えをやったのだから最後は吉井でと言って、仰木さんは「わかった」って言いながら代えたんです。吉井も怒って、胴上げ引き上げちゃった。私が「みんなビールかけやってるんだから、みんなのところへと言ったら、吉井は「はい」と言ってました[33]。
- 光山英和は「阿波野や野茂などの一流の選手には何も言わなかった。そうでない選手にはむちゃくちゃ厳しかった」と語っている。その光山は、1991年9月26日の福岡ダイエー戦でベンチに捕手登録の選手が残っていないにもかかわらず、8回裏1点ビハインドの場面で1アウト満塁のチャンスだったため、代打に中根仁を出されたことがある。その試合ではその後、その日三塁を守っていた金村義明を捕手で起用した[34]。現役時代、光山は仰木が嫌いだったとしているが、指導者になった現在は「仰木さんならどうするか」と考えることがあるという[35]。
- ブライアントは「僕が苦しんでいるのを見て、呼び出された。とにかくリラックスしてやってくれ。お前はホームランバッターなんだから、いくら三振しようと構わない。勝つために得点が必要なんだと言ってくれた。そのおかげもあり、良い成績を残せたんじゃないかな」[36]と述べている。
- オリックス監督時代の試合、相手チームに大量リードを許している試合の終盤で、守備要員としてベンチに入ることが多かった野手に「おい、次の回守るぞ」と守備固めに入るよう伝えたところ、「えっ」という驚きの反応を見せられたことから（一般的に守備固めによる野手交代は自軍がリードしている場面で行われることが多く、大量ビハインドの場面でのこうした交代は非常に珍しい）、不機嫌そうに「もういい」と言い、翌日その野手に2軍降格を命じた。その選手はその年限りで自由契約となった[37]。
- 岡田彰布は選手・コーチとして9人の監督の下プレー、指導したが一番影響受けている監督に仰木を挙げている。「阪神しか知らなかったオレはオリックスに移り、エッと驚くことの連続だった。例えば先発メンバー、仰木さん固定しないのよ。毎試合メンバーが違う。そう、日替わりメンバーでそれが当たり前のようだった。こんな野球初めての経験した。でも、これは直感で行っているものではなく仰木さんがデータを調べて分析して、答えを導き出しわけよ。そこには根拠がありそれが正解であったということを結果を示した。それがオレには衝撃であり、野球に対する考え方を変えてくれた恩人だった。」[38]と述べている。
- オリックス監督時代の1996年のオールスターゲームで監督を務めた際に、当時オリックスのイチローを投手として登板させ、話題となった。打者は巨人の松井秀喜だったが、セ・リーグ監督の野村克也は野手であるイチローのパフォーマンス的な登板に抗議する意味で、代打にヤクルト投手の高津臣吾を送った（結果は内野ゴロ）[注釈 1]。なお、その前年に仰木率いるオリックスは、西武戦で東尾修監督がピッチャーとして登板させたオレステス・デストラーデと対戦している（デストラーデは1死も取れずに降板）。
- 采配の特徴として「投手の起用、投手の交代を小刻みにおこなう」ことが非常に多い点が挙げられ、勝利のためには無茶な投手起用を厭わない場面もしばしば見られた。ワンポイントリリーフは勿論、1人の打者に対して打席が完了する前に継投したこともしばしばあったため、近鉄監督時代には権藤博投手コーチ[39]や吉井理人と、オリックス監督時代には山田久志投手コーチと対立することがあった。権藤は著書の中で「仰木さんに呼ばれてバファローズに入ったのだが、キャンプの段階からこの人話を聞かない人だな」「仰木さんとの衝突を挙げれば本当にキリがない」「仰木さんは私にとって最高の反面教師。べからず集を一番提供してくれた」[40]と書き、「仰木さんは策士でしたね。あれやれ、これやれと指示が多く、選手が嫌がってました。「また始まったよ」と。ただ、その作戦が当たるんでしょ。勝負師の勘というのか。仰木さんは西鉄で三原脩さんの野球を学んでいますから。投手起用に関しても、三原さんが稲尾さんを使ったみたいにエースを使いたいんですよ。でも私の仕事は投手を守るのが仕事で当時のエース阿波野なんかを酷使させるわけにはいかない。そこで意見が合わないことありました。残っていたら大変でしたよ。向こうは監督でこちらはコーチ。最後の権限は監督にある。それを分かった上でギリギリのところでやっていたわけです。続けていたら我慢の限界超えていたでしょうね」[33]と述べる一方で、「勝つことに対してとても貪欲で、なおかつ自分の直感を何よりも信じている人だった。彼が名指導者として人々の記憶に残っているのは、そんな彼の資質に由来しているような気がする」と記している[41]。山田は「発想と発信力がありました。近鉄では『10・19』で騒がれたけど、監督としてそこそこやるなという感じでした。オリックスでは温めていたものをすべてぶつけたように思います」、「（多くの）ピッチャーを、まとめて使ってもらうということをするのが難しい監督だった。出来上がった投手でないと使ってもらえないという印象が強かったね」、「どの監督にもいえるが、ペナントをとりにいくチームは投手を酷使しがちです。その試合に勝ちたいから少々無理をしてでも勝ちにいく。『ちょっと勘弁してほしい』という投手コーチとは摩擦が生じがちで、仰木さんもそうでした」と述べ、1995年に仰木との間柄はギクシャクし出し[42]、1996年に退団した。
- 本西厚博は「恵まれている人だと思いました。だって近鉄時代野茂英雄が8球団の抽選で回ってきた。イチローの振り子打法が出来上がったタイミングで監督に就任したり、そういう星の下で生まれた人なんですよ。ただやりやすかったですよ。仰木マジックと言われていますが野村ID野球と同じ確率。今日の試合でも４安打しても翌日の投手の相性が悪ければ先発を外れる。根拠のない思いつきではなくデータ。」1997年6月に仰木に「ファームに言ってくれ」と言われ仰木はルーキーの谷佳知を使いたかった、それならそれで納得出来たが仰木は言わず、本西は「仰木さんの下では出来そうにないのでトレードあったら教えてください」と井箟重慶球団社長に言い、本西はトレードで阪神へ移籍した[43]。
- 野田浩司は1997年になると仰木の継投が早くなって、野田も何度も同点で代えられるようになった。ある日の東京ドームの試合後の宿舎、野田はたまらず仰木の部屋に行き、「何であんなところで代えるんですか」と。その時にFA権を持っていたし「こんなんだったら、もう投げられませんよ」とまで言った。すると仰木は「俺には俺の選手起用がある。それがなかったら95、96年と優勝できていない。監督というのは自分の中の自信でやっているんや。お前らのおかげで優勝はできたけど、そこには俺の采配がある。お前の気持ちはくむけど、そこは目をつむってやれ。それしかない」と。納得できたというか、させられました、「起用法で不満を言ったこともあるけど、仰木さんほど器の大きい人はいなかった」[44]と述べている。
- 川越英隆が影響を受けた指導者に真っ先に挙げたのが仰木で「プロ入り（1999年）した時の監督が、仰木監督でよかったと思います。人を観察する能力、人を動かす能力に長けていました。2005年に仰木監督が再就任した時にも、その手腕の高さを再認識しました」[45]と述べている。
- 攻撃面では、スタメンを固定することが少なく、日替わりで毎日打順が変わり、オリックス時代は「猫の目打線」と呼ばれていた。しかしこれは緻密なデータによるものであり、イチロー以外にシーズンを通して打てる選手がほとんどいなかった事、相手投手と自チームの打者との相性を考えていた事、さらに1994年からパ・リーグで予告先発が導入された事、これらによって行われていた物で[46]、結果的に成功をおさめ、仰木マジックの面目躍如とされることになった。また、メンバー起用の幅を広げるために選手に複数ポジションを守ることを求め、内野手が複数ポジションを兼任したり、外野守備に定評のあった谷佳知、本西厚博、田口壮を内野で起用することもあった。
- 「打倒西武」を唱え続けていた。当時の西武ライオンズは黄金期にあり、1982-98年の17シーズンでパ・リーグ優勝13回と他チームを圧倒していたが、残る4シーズンのうち1984年を除く3シーズンでは仰木が監督をしたチームが優勝している。
- パンチ佐藤に芸能界転向を薦めたのも仰木である。仰木は既に佐藤が芸能界に向いていると見抜いており「お前は野球をやっても大成出来ないが、芸能人なら大成できるから野球をやめろ」とストレートに戦力外通告したが、言われた佐藤は怒るどころか「ハイ、辞めます」と二つ返事で答えて引退を決意した。佐藤もまた仰木を非常に尊敬しており、仰木の意見を無条件で受け入れた。
- 自動車を運転しないため、球場へのアクセスは電車やタクシーを利用していた。近鉄時代には、新大阪駅近くの自宅マンションから大阪市営地下鉄（当時）御堂筋線と近鉄南大阪線を乗り継いで藤井寺駅まで通っており、電車内でファンに声を掛けられることも多かった。近鉄監督最終年となる1992年には、親会社である近畿日本鉄道のダイヤ変更告知や、近鉄特急「アーバンライナー」のイメージキャラクターに起用された。
- 2001年10月5日、既にオリックス監督退任を発表しており、最終戦となる近鉄戦（グリーンスタジアム神戸）では、試合後のオリックスの選手による胴上げに次いで、対戦相手である近鉄の選手たちからも胴上げをされた。
- 2005年6月4日の広島戦で、投手交代の是非をめぐって、44分間審判に抗議を行い、遅延行為により退場処分を受けた。仰木は「審判にはコースについて少し抗議したというものであって投手交代ではない。審判が聞き違えた」と主張したが、認められなかった。この試合の球審だった土山剛弘は「確かに『投手交代、菊地原』と聞き、仰木監督が復唱した」と主張し、両者の言い分は真っ向から対立した[47]。この2人のやりとりの口の動きを毎日放送のニュース番組「VOICE」が詳細に分析し、仰木が土山に、投球の判定について「コース、低いかな?」と尋ねたところ、土山球審が「投手、菊地原」と聞き違え、そこから「言ってもいない投手交代がコールされたとみられる」と報じた。ビデオには、仰木が身振りを交えてコースについて尋ねている様子が映っていた。
- 2005年7月16日のロッテ戦で、ランドール・サイモンのショートゴロの間に谷佳知が本塁に突っ込み、アウトを宣告されたことに激昂した谷が球審の胸を突き飛ばしたが、仰木もベンチから飛び出し、猛抗議で審判に暴言を吐いたとして、2005年シーズン2度目の退場処分を受けた。仰木にとってはこれが最後の退場となったが、70歳3ヶ月での退場処分は日本プロ野球最高齢記録である。
- 清川栄治がオリックスの投手コーチに就任した際、仰木がオリックス・バファローズ初代監督時の背番号「70」を背負っている。清川は背番号「70」を選んだ理由として「同じ背番号を背負い、指導者として一歩でも仰木さんに近づきたい」と語っている。清川は仰木の下で1991年 - 1992年の2年間プレーした[48]。
- オリックスの宮内義彦オーナーは「仰木さんは、若い選手を使うのが非常にうまく、プロ野球史上に残る名監督だったと思います。もちろん野球をよく知っているだけでなく、若い選手をその気にさせ、競わせる。人柄も好きでした。あっさりしていながら、礼儀正しい。情というのが分かる人でした。選手のプレーだけでなく、精神状態がよく分かって、人に対して非常に優しい人間でした。いろんな落ち込んでいる選手、調子に乗っている選手を一人ひとり呼んで話していたらしいのです。選手にも仰木時代を懐かしむ人は多いですね。オリックスの監督がたくさんいた中で、私はやっぱり一番センチメント（感傷）を感じるのは仰木監督です」[49]と述べている。
- 選手のフォームを尊重して、そのまま才能を伸ばす育成法で知られる[50]。

## 詳細情報

### 年度別打撃成績
| 年 度      | 球 団      | 試 合 | 打 席 | 打 数 | 得 点 | 安 打 | 二 塁 打 | 三 塁 打 | 本 塁 打 | 塁 打 | 打 点 | 盗 塁 | 盗 塁 死 | 犠 打 | 犠 飛 | 四 球 | 敬 遠 | 死 球 | 三 振 | 併 殺 打 | 打 率 | 出 塁 率 | 長 打 率 | O P S |
| ---------- | ---------- | ----- | ----- | ----- | ----- | ----- | -------- | -------- | -------- | ----- | ----- | ----- | -------- | ----- | ----- | ----- | ----- | ----- | ----- | -------- | ----- | -------- | -------- | ----- |
| 1954       | 西鉄       | 101   | 280   | 250   | 27    | 54    | 11       | 6        | 5        | 92    | 26    | 15    | 5        | 6     | 0     | 22    | --    | 2     | 51    | 6        | .216  | .285     | .368     | .653  |
| 1955       | 西鉄       | 126   | 406   | 370   | 48    | 87    | 15       | 1        | 15       | 149   | 39    | 22    | 7        | 8     | 2     | 22    | 0     | 4     | 70    | 5        | .235  | .285     | .403     | .688  |
| 1956       | 西鉄       | 124   | 438   | 388   | 52    | 94    | 19       | 1        | 10       | 145   | 33    | 23    | 10       | 17    | 1     | 30    | 0     | 2     | 75    | 3        | .242  | .300     | .374     | .674  |
| 1957       | 西鉄       | 96    | 246   | 211   | 28    | 54    | 6        | 2        | 6        | 82    | 23    | 4     | 4        | 5     | 1     | 26    | 0     | 3     | 49    | 4        | .256  | .346     | .389     | .734  |
| 1958       | 西鉄       | 115   | 331   | 296   | 38    | 59    | 10       | 0        | 2        | 75    | 27    | 10    | 3        | 10    | 0     | 22    | 0     | 3     | 65    | 4        | .199  | .262     | .253     | .515  |
| 1959       | 西鉄       | 128   | 316   | 281   | 38    | 62    | 11       | 2        | 7        | 98    | 31    | 8     | 6        | 14    | 2     | 16    | 0     | 3     | 52    | 8        | .221  | .270     | .349     | .619  |
| 1960       | 西鉄       | 114   | 426   | 374   | 46    | 100   | 19       | 3        | 4        | 137   | 30    | 8     | 8        | 15    | 0     | 33    | 1     | 4     | 57    | 4        | .267  | .333     | .366     | .700  |
| 1961       | 西鉄       | 123   | 453   | 408   | 45    | 99    | 19       | 1        | 9        | 147   | 52    | 11    | 7        | 5     | 3     | 33    | 3     | 4     | 69    | 13       | .243  | .306     | .360     | .666  |
| 1962       | 西鉄       | 111   | 406   | 357   | 48    | 76    | 13       | 5        | 5        | 114   | 21    | 5     | 10       | 18    | 1     | 25    | 1     | 5     | 75    | 7        | .213  | .274     | .319     | .593  |
| 1963       | 西鉄       | 83    | 245   | 193   | 16    | 37    | 8        | 0        | 1        | 48    | 17    | 5     | 5        | 20    | 2     | 29    | 1     | 1     | 39    | 5        | .192  | .300     | .249     | .549  |
| 1964       | 西鉄       | 105   | 275   | 234   | 23    | 55    | 11       | 1        | 5        | 83    | 23    | 3     | 3        | 12    | 2     | 23    | 2     | 4     | 40    | 1        | .235  | .314     | .355     | .669  |
| 1965       | 西鉄       | 62    | 116   | 105   | 17    | 16    | 1        | 0        | 0        | 17    | 2     | 1     | 1        | 3     | 0     | 8     | 0     | 0     | 21    | 2        | .152  | .212     | .162     | .374  |
| 1966       | 西鉄       | 36    | 30    | 28    | 2     | 6     | 0        | 0        | 1        | 9     | 2     | 1     | 0        | 1     | 0     | 1     | 0     | 0     | 7     | 0        | .214  | .241     | .321     | .563  |
| 1967       | 西鉄       | 4     | 6     | 6     | 0     | 1     | 0        | 0        | 0        | 1     | 0     | 0     | 0        | 0     | 0     | 0     | 0     | 0     | 0     | 0        | .167  | .167     | .167     | .333  |
| 通算：14年 | 通算：14年 | 1328  | 3974  | 3501  | 428   | 800   | 143      | 22       | 70       | 1197  | 326   | 116   | 69       | 134   | 14    | 290   | 8     | 35    | 670   | 62       | .229  | .294     | .342     | .636  |

- 各年度の太字はリーグ最高

### 年度別監督成績
| 年 度      | 球 団      | 順 位      | 試 合 | 勝 利 | 敗 戦 | 引 分 | 勝 率 | ゲ ｜ ム 差             | 本 塁 打                | 打 率                   | 防 御 率                | 年 齡                   |
| ---------- | ---------- | ---------- | ----- | ----- | ----- | ----- | ----- | ----------------------- | ----------------------- | ----------------------- | ----------------------- | ----------------------- |
| 1988       | 近鉄       | 2位        | 130   | 74    | 52    | 4     | .587  | 0                       | 154                     | .253                    | 3.23                    | 53歳                    |
| 1989       | 近鉄       | 1位        | 130   | 71    | 54    | 5     | .568  | ―                       | 157                     | .261                    | 3.86                    | 54歳                    |
| 1990       | 近鉄       | 3位        | 130   | 67    | 60    | 3     | .528  | 14.5                    | 181                     | .275                    | 4.34                    | 55歳                    |
| 1991       | 近鉄       | 2位        | 130   | 77    | 48    | 5     | .616  | 4.5                     | 157                     | .265                    | 3.46                    | 56歳                    |
| 1992       | 近鉄       | 2位        | 130   | 74    | 50    | 6     | .597  | 4.5                     | 155                     | .247                    | 3.69                    | 57歳                    |
| 1994       | オリックス | 2位        | 130   | 68    | 59    | 3     | .535  | 7.5                     | 92                      | .285                    | 3.93                    | 59歳                    |
| 1995       | オリックス | 1位        | 130   | 82    | 47    | 1     | .636  | ―                       | 115                     | .259                    | 2.88                    | 60歳                    |
| 1996       | オリックス | 1位        | 130   | 74    | 50    | 6     | .597  | ―                       | 124                     | .271                    | 3.55                    | 61歳                    |
| 1997       | オリックス | 2位        | 135   | 71    | 61    | 3     | .538  | 5                       | 111                     | .263                    | 3.61                    | 62歳                    |
| 1998       | オリックス | 3位        | 135   | 66    | 66    | 3     | .500  | 4.5                     | 140                     | .264                    | 4.03                    | 63歳                    |
| 1999       | オリックス | 3位        | 135   | 68    | 65    | 2     | .511  | 10.5                    | 112                     | .263                    | 3.64                    | 64歳                    |
| 2000       | オリックス | 4位        | 135   | 64    | 67    | 4     | .489  | 8                       | 116                     | .260                    | 4.64                    | 65歳                    |
| 2001       | オリックス | 4位        | 140   | 70    | 66    | 4     | .515  | 7                       | 143                     | .263                    | 4.11                    | 66歳                    |
| 2005       | オリックス | 4位        | 136   | 62    | 70    | 4     | .470  | 26                      | 97                      | .260                    | 3.84                    | 70歳                    |
| 通算：14年 | 通算：14年 | 通算：14年 | 1856  | 988   | 815   | 53    | .548  | Aクラス11回、Bクラス3回 | Aクラス11回、Bクラス3回 | Aクラス11回、Bクラス3回 | Aクラス11回、Bクラス3回 | Aクラス11回、Bクラス3回 |

- 順位の太字は日本一
- 1988年から1996年までは130試合制、1997年から2000年までは135試合制、2001年から2003年までは140試合制、2004年から136試合制

### 表彰
- ベストナイン：1回（二塁手部門：1960年）
- 野球殿堂競技者表彰（2004年）
- 正力松太郎賞：1回（1996年）※監督として表彰
- 新語・流行語大賞 年間大賞（1995年、「がんばろうKOBE」）

### 記録
初記録
- 初出場：1954年3月27日、対東映フライヤーズ1回戦（平和台球場）、8回表に二塁手で出場
- 初先発出場：1954年3月31日、対高橋ユニオンズ2回戦（平和台球場）、9番・二塁手で先発出場
- 初安打・初打点：同上、3回裏に滝良彦から適時三塁打
- 初本塁打：1954年5月20日、対毎日オリオンズ7回戦（後楽園球場）、8回表に荒巻淳から2ラン

節目の記録
- 1000試合出場：1962年8月12日、対東映フライヤーズ20回戦（平和台球場）、2番・二塁手で先発出場 ※史上75人目

その他の記録
- 1試合6安打：1955年5月22日、対トンボユニオンズ5回戦（松江市営球場）、6打数6安打 ※史上6人目、2リーグ制後最多、パ・リーグ史上初[51]
- オールスターゲーム出場：1回（1961年）

### 背番号
- 42（1954年 - 1954年途中）
- 5（1954年途中 - 1967年）
- 30（1968年 - 1969年）
- 51（1970年）
- 71（1971年 - 1992年）
- 72（1994年 - 2001年）
- 70（2005年）

## 関連情報

### 著書
- 『燃えて勝つ：9回裏の逆転人生』（学習研究社、1990年3月、ISBN 405104582X）
- 『勝つということ：対談・熱球交友録』（鐘ヶ江管一[注釈 2]共著、集英社、1997年3月、ISBN 4087811441）
- 『勝てるには理由がある。』（集英社、1997年4月、ISBN 4087802434）
- 『人を見つけ人を伸ばす：個性を発掘する人材活用』（二宮清純共著、光文社、2002年6月、ISBN 4334007414）

#### 関連書籍
- 『仰木彬「人材育成の黄金律」：出てくる芽を摘むな!』（太田真一著、プレジデント社、1995年12月、ISBN 483341600X）
- 『仰木彬ニューエイジの管理学』（仰木番記者グループ編著、飯倉書房、1996年5月、ISBN 484220298X）
- 『仰木彬「夢実現」の方程式：野茂、イチローらを育てた男の実像』（永谷脩著、イースト・プレス、2006年4月、ISBN 4872576578）
- 『仰木彬 パ・リーグ魂：命をかけてプロ野球を救った男』（金村義明著、世界文化社、2006年12月、ISBN 4418065369）

### 解説者としての出演番組
- ABCフレッシュアップベースボール - 出演していたABCラジオのプロ野球中継の現行タイトル。
- スーパーベースボール - 出演していたABCテレビのプロ野球中継現行統一タイトル。
- KBCホークスナイター- 出演していたKBCテレビのプロ野球中継現行統一タイトル。

### CM
- 近畿日本鉄道「近鉄特急アーバンライナー」

### 映画出演
- 走れ!イチロー（2001年4月28日公開、東映、監督：大森一樹） - 本人 役

### 参考テレビ番組
- 追悼緊急特別番組『人間・仰木彬』（2005/12 毎日放送　ディレクター:福井弘二他、プロデューサー:榛葉健、久保田泰史）